# Trésorier-payeur général
Pour la fonction britannique, voir Paymaster General.
Pour les articles homonymes, voir TPG.
Le trésorier-payeur général (TPG) était le titre donné au haut fonctionnaire français, comptable principal de l'État dans un département. Il y animait le réseau du Trésor public, réseau dirigé au niveau central par la direction générale de la Comptabilité publique, fusionnée en 2008 avec la Direction générale des Impôts au sein de la direction générale des Finances publiques. Le titre de trésorier-payeur général a été remplacé en 2012 par celui de directeur départemental ou, le cas échéant, régional des finances publiques.
Créé par le décret impérial du 21 novembre 1865 qui fusionne au niveau déconcentré les fonctions de receveur général, chargé de l'encaissement des recettes, et de payeur, chargé des dépenses, le corps des trésoriers-payeurs généraux a été supprimé par le décret du 20 février 2009. Ce dernier fusionne les fonctions de trésorier-payeur général avec celles de directeur des services fiscaux pour former la fonction de directeur départemental des finances publiques, poste occupé par des administrateurs généraux des finances publiques. 
Le trésorier-payeur général du département comprenant le chef-lieu de région recevait le titre de trésorier-payeur général de région. Le décret du 21 novembre 1865 ne s'appliquant pas à Paris, le trésorier-payeur général d'Île-de-France restait appelé receveur général des finances. Il existe aussi un trésorier-payeur général pour l'étranger, qui assure des fonctions similaires à l'égard des services publics basés à l'étranger comme des représentations diplomatiques ou des établissements scolaires français à l'étranger. 
Acteur majeur des finances publiques de son département ou de sa région, le TPG dirigeait une administration de taille importante. Il agissait sur le terrain à la fois comme trésorier, comptable, contrôleur, conseiller économique et financier et « manager ». Il était en quelque sorte le « banquier local » de l’État et des collectivités locales.
La fonction de trésorier-payeur général était l'une des plus rémunératrices de la haute fonction publique, du fait d'une part variable fonction du montant des transactions financières gérées.